# Roger Bonvin

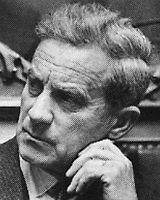

Roger Bonvin (Icogne, 12 juli 1907 - Sion, 5 juni 1982) was een Zwitsers politicus.
Bonvin was de zoon van Pierre-Auguste en Adeline Bonvin. Hij studeerde bouwkunde en was werkzaam als bouwkundig ingenieur. Van 1949 tot 1955 was hij als één der bouwkundig ingenieurs verantwoordelijk voor de aanleg van de stuwdam van Mauvoisin. Vanaf 1948 was hij Christelijk-conservatief lid van de gemeenteraad van Sion (Sitten). Van 1955 tot 1962 was hij lid van de Nationale Raad (Zwitsers parlement) en van 1957 tot 1962 was hij tevens lid van de Grote Raad (parlement) van het kanton Wallis.
Van 27 september 1962 tot 31 december 1973 was Roger Bonvin lid van de Zwitserse Bondsraad en volgde daarmee de zieke Jean Bourgknecht op. Hij beheerde achtereenvolgens de Departementen van Financiën (1962-1968), Transport, Communicatie en Energie (1968-1973). Bonvin was vooral populair in de bergkantons, en was twee keer bondspresident van Zwitserland: in 1967 en in 1973.